# Salzer Gruppe
Die Salzer Gruppe ist eine mittelständische österreichische Unternehmensgruppe mit Sitz in St. Pölten, die in den Bereichen Papierindustrie, Kunststoffindustrie und Industrie Service tätig ist. Sie befindet sich im Besitz der Familie Salzer. Die Beteiligungen sind unter dem Dach der TOSACO GmbH gebündelt, in die die Salzer Unternehmen Mitte 2015 aus der Salzer Holding abgespalten wurden. Dadurch wurde der seit 1866 verbundene Bereich Ueberreuter Druck, der von anderen Salzer Familienmitgliedern geführt wird, wieder von den Papier-Aktivitäten getrennt.

## Geschichte
Wenige hundert Meter von der 1496 erbauten, ältesten Papiermühle Österreichs, der Unteren Papiermühle an der Traisen, gründete 1579 André Perner an der Stelle einer Schmiede die Obere Papiermühle an der Traisen. Bevor sie 1798 von Kaspar Salzer gekauft wurde, war die Mühle von acht Familien besessen oder gepachtet worden.
Kaspar Salzer, geboren in Želnava (Selnau) im Böhmerwald, war gelernter Schneider, in Wien jedoch als Unternehmer im Buchdruck tätig, wo er 1784 die Jahnsche Universitätsbuchdruckerei erwarb. Er kaufte die Papiermühle in St. Pölten, um die Versorgung und das weitere Wachstum seines Unternehmens zu sichern. Die Mühle ist seither im Besitz seiner Erben.
Die heutige Papiermaschine basiert auf einer Anlage aus dem Jahr 1924 der J.M. Voith AG und wurde in den 1970er Jahren, von 1998 bis 2001 und 2012–2013 grundlegend reinvestiert.
1972 wurde am Standort der ehemaligen Zellstofffabrik mit der Herstellung von EPS (expandiertes Polystyrol) begonnen.
Die TOSACO GmbH ist auch an der denkstatt gmbH, dem mitteleuropäischen Consulting Marktführer im Bereich Nachhaltigkeit, beteiligt.

## Produktion
Salzer Papier produziert am Standort Stattersdorf jährlich ca. 30.000 Tonnen Papier. Den Schwerpunkt bilden holzfreie Werkdruckpapiere, die insbesondere in der Buchherstellung für den Schwarz-Weiß-Druck verschiedener Druckverfahren eingesetzt werden. Als holzfreie Papiere werden Papiere bezeichnet, die auf Zellstoff basieren, jedoch keinen Ligninanteil mehr besitzen. Diese Papiere vergilben in der Alterung nicht.
Weitere am Standort hergestellte Produkte sind Spezialpapiere im Bereich Designpapier und fettdichte Frischfaserkartons für die Verpackung von Lebensmitteln. Seit 2010 bietet Salzer Papier auch ein holzhaltiges Papier (Salzer ALPIN) als Handelsprodukt für Taschenbücher an.
Salzer Formtech produziert am Standort St. Pölten Stattersdorf Formteile aus EPS. Das Produktionsspektrum reicht von Verpackungsteilen über Bauelemente, verlorene Schalungen bis hin zu speziell beschichteten Formteilen für die Elektronikindustrie.
Die Salzer Industrie Service GmbH wurde 2008 aus der ausgegliederten Instandhaltungsabteilung der Papierfabrik gegründet. Sie bietet technischen Service im Bereich Elektrotechnik, Mechanik und Mechatronik für die anderen Unternehmen der Salzer Gruppe, aber auch zahlreiche andere Industriebetriebe an.